# ESTREAM

Le projet eSTREAM est un projet européen qui s'est déroulé de 2004 à 2008 dans le cadre du réseau ECRYPT. Il visait à promouvoir la conception de chiffrement de flux efficaces et compacts, susceptibles d'être adoptés à grande échelle.

## Portefeuille
À la suite de ce projet, un portefeuille de nouveaux algorithmes de chiffrement a été annoncé en avril 2008.
Le portefeuille eSTREAM a été révisé en septembre 2008 et contient actuellement sept modèles de chiffrement à flux continu.
Ils se répartissent en deux profils différents. Le profil 1 contient des chiffrement de flux plus adaptés aux applications logicielles nécessitant un débit élevé. Le profil 2 est particulièrement adapté aux applications matérielles dont les ressources sont limitées, telles que le stockage, le nombre de portes ou la consommation d'énergie:
- Profil 1
  - HC-128
  - Rabbit
  - Salsa20/12
  - SOSEMANUK

- Profil 2
  - Grain v1
  - MICKEY 2.0
  - Trivium

## Plus d'informations
(en) Page officielle du projet